# Ваздухопловна база Лоринг
Ваздухопловна база Лоринг (енгл. Loring Air Force Base) град је у америчкој савезној држави Мејн.

## Демографија
По попису из 2000. године број становника је 225.
| Група             | 2000.       | 2010.    |
| Белци             | 164 (72,9%) | 0 (0,0%) |
| Афроамериканци    | 23 (10,2%)  | 0 (0,0%) |
| Азијати           | 5 (2,2%)    | 0 (0,0%) |
| Хиспаноамериканци | 31 (13,8%)  | 0 (0,0%) |
| Укупно            | 225         | 0        |